# Ryan Koh
Ryan Koh (* 10. září 1977) je americký televizní scenárista a producent. Je scenáristou a spoluvýkonným producentem seriálu Simpsonovi. Působil také jako scenárista a koproducent komediálního seriálu Město žen na stanici ABC.

## Kariéra v televizi

### Počátky kariéry
Koh začal svou spisovatelskou kariéru jako editor příběhů v páté sérii seriálu Kancl. Kromě toho, že společně s Anthonym Farrellem napsal webovou epizodu Kevin's Loan, přispěl také dvěma celými scénáři pro tuto řadu. V roce 2009 odešel a stal se redaktorem příběhů a scenáristou seriálu Město žen a stal se spoluproducentem druhé série tohoto seriálu. Za svou práci na seriálu Kancl byl Koh nominován na tři Ceny Sdružení amerických scenáristů. Další nominaci získal za práci na seriálu Simpsonovi. Psal také pro sitcom stanice Fox Nová holka.

### Scenáristická filmografie

#### DílyKanclu
5. řada
- Business Ethics
- Heavy Competition

#### DílyMěsta žen
1. řada
- Zamilovat se zakázáno
- Zúčtování

2. řada
- Takový jako dřív
- Ztracené děti

#### DílySimpsonových
28. řada
- Hříchy našich otců

29. řada
- Pimprlata

30. řada
- Šašek v manéži

31. řada
- Soumrak našeho zpeněžitelného obsahu
- Dřevorubání

32. řada
- Otcovské pudy

33. řada
- Značkový Bart